# Gilberto di Clare, VIII conte di Gloucester
Gilberto di Clare, VIII conte di Gloucester (10 maggio 1291 circa – Scozia, 24 giugno 1314), figlio di Giovanna Plantageneta e di Gilberto di Clare, VII conte di Gloucester e VI conte di Hertford; cugino di primo grado di Edoardo II d'Inghilterra per parte di madre, lo sostenne sempre e fu uno dei comandanti alla battaglia di Bannockburn.

## Contesto familiare
Gilberto di Clare nacque da Gilberto di Clare, VII conte di Gloucester e VI conte di Hertford e Giovanna Plantageneta figlia di Edoardo I d'Inghilterra. Il contratto matrimoniale tra suo padre e sua madre prevedeva che alla loro morte le proprietà sarebbero andate solo ai figli di sangue, in assenza di essi sarebbero state ereditate da eventuali altri figli di Giovanna derivanti da futuri matrimoni. La nascita di Gilberto, nel 1291, il primo di quattro figli, unico maschio, scongiurò quest'eventualità e quando rimase orfano, nel 1295, il controllo di tutti i beni di famiglia andò alla madre. Nel 1297 Giovanna si risposò con Ralph de Monthermere, ma il matrimonio rimase segreto: lo sposo era un semplice cavaliere al servizio di Hertford, e quando Edoardo I d'Inghilterra lo seppe si infuriò vedendo infranti i progetti matrimoniali per la figlia. Lo sposo venne temporaneamente imprigionato, ma venne rilasciato e per la durata della vita della moglie poté anche fregiarsi dei suoi titoli nobiliari, Giovanna morì poi di parto nel 1307. Solo pochi mesi dopo, Gilberto, ormai orfano, venne creato conte di Hertford e di Gloucester nel marzo del 1307 dal cugino Edoardo II d'Inghilterra che era succeduto al padre l'anno precedente.

## Fra il re ed i baroni
I primi anni da conte li passò combattendo in Scozia. La maggior parte delle sue proprietà terriere si trovavano nel Galles che in quel momento era pacificato, mentre la Scozia appariva come un'ottima possibilità per allargare i propri possedimenti e ottenere prestigio in campo militare. A soli diciassette anni venne messo a capo di importanti operazioni militari: nel 1308 e nel 1309 fu guardiano del confine settentrionale e condusse una spedizione per conquistare il castello di Rutherglen. La scarsa attività militare del re inglese, tuttavia, permise a Roberto I di Scozia di contrattaccare spesso con successo e questo stallo militare provocò fra i nobili una crescente frustrazione contro il re. Un altro motivo di ostilità era il favore di cui godeva il favorito del re, Pietro Gaveston, creato conte di Cornovaglia, a causa delle sue umili origini unite a un carattere arrogante ed ambizioso. Gilberto di Clare era cognato di Gaveston, che aveva sposato una delle sue sorelle nel 1307, ma facendo pressione sul re insieme agli altri nobili, ottenne che il cognato fosse inviato in esilio. Restò tuttavia in buoni rapporti con il re e mediò fra lui ed i nobili, nel 1309, per ottenerne il rientro.
Gilberto rimase al fianco di Edoardo II d'Inghilterra e insieme a Gaveston ed al conte di Warenne lo accompagnò nella campagna di Scozia del 1310 - 1311. Il re inoltre nominò Gilberto come reggente durante la sua assenza.
Dopo poco, tuttavia si creò nuovamente un clima di ostilità e nel 1310 i nobili, tra cui anche il di Clare, firmarono le Ordinanze del 1311, che limitavano il potere del re e che sancivano un nuovo esilio per il favorito e Gilberto tornò a schierarsi con i nobili.
Nel giugno del 1312 Gaveston venne catturato da Aymer de Valence, II conte di Pembroke, che promise al re di proteggerlo e chiese a Gloucester, come suo cognato, di prenderlo in custodia, ma Gilberto rifiutò. Pochi giorni dopo, il 19, Gaveston venne preso e giustiziato da Tommaso Plantageneto, Guy de Beauchamp, X conte di Warwick ed altri nobili. Gilberto cercò di ottenere una mediazione tra i nobili e il re, ma senza risultati. Nel 1313 Edoardo II d'Inghilterra si recò in Francia e nominò ancora il cugino guardiano del paese.

## Bannockburn
Nel 1314 il re si decise alfine di preparare una grossa campagna contro il re di Scozia Roberto I con lo scopo di difendere la fortificazione di Stirling, a cui parteciparono Gloucester, Pembroke ed Humphrey de Bohun, IV conte di Hereford, che portarono molti uomini dai loro domini nelle Marche Gallesi. Il 23 giugno l'esercito inglese aveva passato Falkirk ed era a poche miglia da Stirling. Durante il viaggio si era sviluppato un certo attrito fra Gloucester ed Hereford, il primo aveva avuto il comando dell'avanguardia inglese, incarico che, secondo Hereford, doveva spettare a lui in quanto erede del conestabile d'Inghilterra. Nella giornata del Gloucester ebbe una schermaglia con un gruppo di scozzesi e alla sera mentre il re decideva se accamparsi o attaccare direttamente, Hereford e Gilberto, o per insubordinazione o per un malinteso, attaccarono frontalmente un campo avversario. Quest'azione non preparata mise in difficoltà gli inglesi e nello scontro che ne seguì il nipote di Hereford venne ucciso, probabilmente da Roberto I di Scozia stesso. mentre Gloucester venne disarcionato, ma riuscì a scappare illeso. Il mattino dopo, Gloucester, forte della propria esperienza militare, suggerì al re di non combattere per quel giorno, ma i militari più giovani insorsero accusandolo di codardia.
I maggiori dettagli sulla morte di Gilberto si trovano nel documento sulla Vita Edwardi Secundi, un racconto di stampo morale il cui scopo è quello di elogiare il coraggio del conte paragonandolo alla codardia degli altri uomini. Più fonti comunque concordano sul fatto che Gloucester si buttò a capofitto nella battaglia, forse alla ricerca di gloria, e cadde vittima della propria imprudenza. La Vita sottolinea invece che egli stava tenacemente cercando di respingere gli scozzesi e che la sua morte sia da imputare al ritardo con cui i suoi uomini lo soccorsero. Sicuro è che Gilberto non era entrato in campo con indosso uno stemma ben visibile, se così fosse stato infatti gli scozzesi lo avrebbero voluto vivo per ottenere un buon riscatto.
Quando si diffuse la notizia della sua caduta l'esercito inglese precipitò nel caos e gli inglesi furono pesantemente sconfitti. Il re di Scozia, che era suo cognato, in quanto marito di una sorella di sua moglie, pianse la sua morte e pose il corpo nella chiesa locale predisponendo un servizio di guardia: più tardi la salma venne riconsegnata agli inglesi che la seppellirono accanto a suo padre a Tewksbury.

## Dopo la morte
Dopo la sua morte, il vuoto di potere che si creò in Galles diede luogo a una breve insurrezione nel 1316, mentre in Irlanda restò campo libero alle invasioni del fratello di Roberto I di Scozia, Edward Bruce.
Non ebbe eredi diretti: il suo matrimonio con Matilda de Burgh, figlia del conte dell'Ulster, celebrato nel 1308, non aveva dato figli. Le terre vennero prese dalla corona in attesa che venisse presa una decisione e una volta appurato che la moglie non fosse incinta, le proprietà vennero divise fra le sue tre sorelle.

## Ascendenza
|                                                                     |                              |                                                                    | Genitori                                                        |  |  | Nonni |  |  | Bisnonni                                                        |  |  | Trisnonni                                |  |
|                                                                     |                              |                                                                    |                                                                 |  |  |       |  |  | Gilberto di Clare, V conte di Gloucester e IV conte di Hertford |  |  | Riccardo di Clare, III conte di Hertford |  |
|                                                                     |                              |                                                                    |                                                                 |  |  |       |  |  | Gilberto di Clare, V conte di Gloucester e IV conte di Hertford |  |  | Riccardo di Clare, III conte di Hertford |  |
|                                                                     |                              | Amice di Gloucester                                                |                                                                 |  |  |       |  |  | Gilberto di Clare, V conte di Gloucester e IV conte di Hertford |  |  |                                          |  |
| Riccardo di Clare, VI conte di Gloucester e V conte di Hertford     |                              |                                                                    |                                                                 |  |  |       |  |  | Gilberto di Clare, V conte di Gloucester e IV conte di Hertford |  |  |                                          |  |
|                                                                     |                              | Isabella di Pembroke                                               | Guglielmo, I conte di Pembroke                                  |  |  |       |  |  |                                                                 |  |  |                                          |  |
|                                                                     |                              | Isabella di Pembroke                                               | Guglielmo, I conte di Pembroke                                  |  |  |       |  |  |                                                                 |  |  |                                          |  |
|                                                                     |                              | Isabella di Pembroke                                               | Isabella di Clare, IV contessa di Pembroke                      |  |  |       |  |  |                                                                 |  |  |                                          |  |
| Gilberto di Clare, VII conte di Gloucester e VI conte di Hertford   |                              | Isabella di Pembroke                                               |                                                                 |  |  |       |  |  |                                                                 |  |  |                                          |  |
|                                                                     |                              | Giovanni de Lacy, VII barone di Pontefract e VIII barone di Halton | Ruggero de Lacy, VI barone di Pontefract e VII barone di Halton |  |  |       |  |  |                                                                 |  |  |                                          |  |
|                                                                     |                              | Giovanni de Lacy, VII barone di Pontefract e VIII barone di Halton | Ruggero de Lacy, VI barone di Pontefract e VII barone di Halton |  |  |       |  |  |                                                                 |  |  |                                          |  |
|                                                                     |                              | Giovanni de Lacy, VII barone di Pontefract e VIII barone di Halton | Matilde di Clare                                                |  |  |       |  |  |                                                                 |  |  |                                          |  |
| Matilde de Lacy                                                     |                              | Giovanni de Lacy, VII barone di Pontefract e VIII barone di Halton |                                                                 |  |  |       |  |  |                                                                 |  |  |                                          |  |
|                                                                     |                              | Margherita di Quincy, II contessa di Lincoln                       | Roberto di Quincy                                               |  |  |       |  |  |                                                                 |  |  |                                          |  |
|                                                                     |                              | Margherita di Quincy, II contessa di Lincoln                       | Roberto di Quincy                                               |  |  |       |  |  |                                                                 |  |  |                                          |  |
|                                                                     |                              | Margherita di Quincy, II contessa di Lincoln                       | Hawise di Chester, I contessa di Lincoln                        |  |  |       |  |  |                                                                 |  |  |                                          |  |
| Gilberto di Clare, VIII conte di Gloucester e VII conte di Hertford |                              | Margherita di Quincy, II contessa di Lincoln                       |                                                                 |  |  |       |  |  |                                                                 |  |  |                                          |  |
|                                                                     | Enrico III, re d'Inghilterra | Giovanni, re d'Inghilterra                                         |                                                                 |  |  |       |  |  |                                                                 |  |  |                                          |  |
|                                                                     | Enrico III, re d'Inghilterra | Giovanni, re d'Inghilterra                                         |                                                                 |  |  |       |  |  |                                                                 |  |  |                                          |  |
|                                                                     | Enrico III, re d'Inghilterra | Isabella d'Angoulême                                               |                                                                 |  |  |       |  |  |                                                                 |  |  |                                          |  |
| Edoardo I, re d'Inghilterra                                         | Enrico III, re d'Inghilterra |                                                                    |                                                                 |  |  |       |  |  |                                                                 |  |  |                                          |  |
|                                                                     |                              | Eleonora di Provenza                                               | Raimondo Berengario IV, conte di Provenza                       |  |  |       |  |  |                                                                 |  |  |                                          |  |
|                                                                     |                              | Eleonora di Provenza                                               | Raimondo Berengario IV, conte di Provenza                       |  |  |       |  |  |                                                                 |  |  |                                          |  |
|                                                                     |                              | Eleonora di Provenza                                               | Beatrice di Savoia                                              |  |  |       |  |  |                                                                 |  |  |                                          |  |
| Giovanna d'Inghilterra                                              |                              | Eleonora di Provenza                                               |                                                                 |  |  |       |  |  |                                                                 |  |  |                                          |  |
|                                                                     |                              | Ferdinando III, re di Castiglia e León                             | Alfonso IX, re di León                                          |  |  |       |  |  |                                                                 |  |  |                                          |  |
|                                                                     |                              | Ferdinando III, re di Castiglia e León                             | Alfonso IX, re di León                                          |  |  |       |  |  |                                                                 |  |  |                                          |  |
|                                                                     |                              | Ferdinando III, re di Castiglia e León                             | Berenguela di Castiglia                                         |  |  |       |  |  |                                                                 |  |  |                                          |  |
| Eleonora di Castiglia                                               |                              | Ferdinando III, re di Castiglia e León                             |                                                                 |  |  |       |  |  |                                                                 |  |  |                                          |  |
|                                                                     |                              | Giovanna, contessa d'Aumale e Ponthieu                             | Simone, conte d'Aumale                                          |  |  |       |  |  |                                                                 |  |  |                                          |  |
|                                                                     |                              | Giovanna, contessa d'Aumale e Ponthieu                             | Simone, conte d'Aumale                                          |  |  |       |  |  |                                                                 |  |  |                                          |  |
|                                                                     |                              | Giovanna, contessa d'Aumale e Ponthieu                             | Maria, contessa di Ponthieu                                     |  |  |       |  |  |                                                                 |  |  |                                          |  |
|                                                                     |                              | Giovanna, contessa d'Aumale e Ponthieu                             |                                                                 |  |  |       |  |  |                                                                 |  |  |                                          |  |